# Raiza Goulão
Raiza Goulão Henrique (Pirenópolis, 28 de fevereiro de 1991) é uma ciclista olímpica brasileira especializada no mountain bike. Representou o Brasil nos Jogos Olímpicos de Verão de 2016 no cross-country feminino do ciclismo, e nos Jogos Olímpicos de Verão de 2024 em Paris.
Raiza se tornou bicampeã pan-americana sub-23 ao vencer as edições de Pueblo em 2012 e Tucumán em 2013. No adulto, conquistou a medalha de prata nos Jogos Sul-Americanos de 2014 em Santiago. Representou o Brasil também nos Jogos Pan-Americanos de 2015, evento em que ela terminou em 5.º lugar no cross-country.
Em 2016 conseguiu vaga para os Jogos Olímpicos de Verão de 2016 ao terminar a fase de qualificação entre as 20 melhores nações no ranking mundial. Terminou a competição olímpica em 20.º lugar no cross-country feminino. No início de 2017 assinou contrato profissional com a equipe espanhola Primaflor-Mondraker-Rotor-Ajram Racing Team. No mesmo ano, conquistou o tricampeonato Brasileiro de Cross Country Olímpico (XCO). Em 2018, foi campeã do Campeonato Pan-Americano de MTB, em Pereira, na Colômbia, em seu segundo ano de PMRA Racing Team. Nos Jogos Olímpicos de Verão de 2024 em Paris termimou na 28º colocação